# Посёлок дома отдыха «Владимира Ильича»
Посёлок до́ма отдыха «Владимира Ильича» — населённый пункт в Московской области России. Входит в городской округ Солнечногорск. Население — 184 чел. (2010).

## География
Посёлок дома отдыха «Владимира Ильича» расположен на севере Московской области, в северо-западной части округа, примерно в 3,5 км к северо-западу от центра города Солнечногорска, между Ленинградским шоссе (часть федеральной автодороги М10) и линией Октябрьской железной дороги. Ближайшие сельские населённые пункты — деревни Осипово и Чепчиха, ближайшая железнодорожная станция — платформа Сенеж.

## История
В XIX веке принадлежал семье русского поэта и государственного деятеля А. Н. Майкова. В настоящий момент от усадьбы сохранились остатки старинного парка и пруд с красивым островом посередине, расположенные на территории д/о «Лесной» ФСБ России.
В 1851 г. в окрестностях деревни прошла Николаевская железная дорога.
Согласно данным 1852 г. — сельцо 1-го стана Чепчиха принадлежало девицам Вере Аполлоновне (1797—1885) и Клеопатре Аполлоновне (1800—1884) Майковым . Состояло из 4-х дворов и 20 крестьян, из которых 11 мужчин и 9 женщин.
По данным 1859 г. — сельцо при колодцах, состоящее из 7 дворов и 55 человек, из которых 28 мужчин и 27 женщин.
Исходя из результатов Первой Всесоюзная перепись населения СССР 1926 г. — дер Чепчиха Машницкого (Мошницкого) сельсовета имела 17 крестьянских хозяйств, 110 человек, из которых мужчин 58, женщин 52.
С 1994 до 2006 гг. посёлок входил в Мошницкий сельский округ Солнечногорского района.
С 2005 до 2019 гг. посёлок включался в городское поселение Солнечногорск Солнечногорского муниципального района.
С 2019 года посёлок входит в городской округ Солнечногорск.

## Население
| 2002 | 2010 |
| ---- | ---- |
| 222  | ↘184 |

| 1852 | 1859 | 1926 |
| ---- | ---- | ---- |
| 20   | 55   | 110  |